# Alejandro Jodorowsky
Alejandro Jodorowsky (Tocopilla, 17. veljače 1929.), čileanski redatelj, glumac, pisac, glazbenik i duhovni učitelj.

## Životopis

### Mladost i obrazovanje
Rođen u obitelji židovskih emigranata iz Ukrajine, Jodorowsky se za još za rana života okreće umjetnosti, pišući poeziju i čitajući knjige. Počeo je studirati psihologiju i filozofiju ali već nakon dvije godine napušta akademsko obrazovanje i okreće se glumi, odnosno pantomimi u cirkusu.

### Filmsko stvaralaštvo
S osamnaest godina osniva svoju cirkusku družinu i počinje pisati i režirati svoju prvu predstavu. Nedugo potom odlazi u Francusku gdje nastavlja svoje prve umjetničke pokušaje. Godine 1968. snima svoj prvi film Fando y Lis u Meksiku, koji na premijeri uzrokuje prosvjede zbog svog sadržaja, što je rezultiralo zabranom prikazivanja filma u toj zemlji.
Već dvije godine potom režira film El Topo u kojem nosi i glavnu ulogu, opisivan kao psihodelični vestern, film je ubrzo postao prepoznatljiv zaštitni znak Jodorowskyjevih djela sa svojim konceptom traganja i istraživanja duhovnog napretka i smisla u životu. John Lennon je bio oduševljen s ovim uratkom i pomogao je u distribuiranju filma.
Sljedeći njegov film je The Holy Mountain iz 1973. godine, još jedan složen film koji je šokirao mnoge gledatelje s upečatljivom završetkom koji probija četvrti zid. 
No ubrzo nastupa nepovratna šteta za kulturu nakon što Allen Klein, koji je pomogao u distribuiranju El Topa i financiranju Holy Mountaina, zahtijeva od Alejandra da snimi film po knjizi Priča o djevojci O. spisateljice Anne Desclos. Alejandro odbija snimiti film iz feminističkih razloga i praktički bježi iz SAD-a zbog toga. Klein iz odmazde zabranjuje prikazivanje filmova El Topo i Holy Mountain na koja je pridržavao prava, i tako su ti filmovi postali nedostupni javnosti sljedećih trideset godina.
Jodorowsky se potom okreće ambicioznom projektu ekraniziranja Dine pisca Franka Herberta, u koji je htio uključiti brojne velike umjetnike. Salvadore Dali je trebao glumiti cara, Orson Welles baruna Harkonnena, protagonist i princ Paul bi bio njegov sin Brontis. Francuski umjetnik Jean Giraud (Moebius) i H.R.Giger su trebali dati svoj umjetnički dodir, ali ti planovi su iziskivali prevelika ulaganja pa su prava na film prodana i David Lynch snima svoju viziju Dine.
Poslije tog neuspjeha Jodorowsky se okreće drugim područjima, njegova filozofija je da umjetnost da bi bila umjetnost mora liječiti. Zato 80-ih godina obnavlja Marsejski Tarot i piše priču za remekdjelo svijeta stripa Inkal. Prme njemu, film Peti Element je dijelom plagirao strip Inkal, ali to ne uspijeva dokazati na sudu, jer je Moebius između ostalog sudjelovao u stvaranju tog filma.
Slijedi igrani film Santa Sangre (Holy Blood) iz 1989. godine koji je njegov najkomercijalniji film, a bavi se traumatskim odnosom sina i majke. Sljedeće godine je redatelj za The Rainbow Thief u kojem ima priliku po prvi put raditi s nekim glumačkim zvijezdama poput Omara Sharifa, Petera O'Toolea i Christophera Leeja, ali je umjetnička sloboda redatelja bila ugovorom ograničena i Jodorowsky nije imao previše utjecaja na ovaj film.
Godine 2013. smo snimio je autobiografski film The Dance of Reality s njegovom neizbježnom surealnom vizijom, a iste godine snima i dokumentarni film Jodorowsky's "Dune" o neuspješnom pokušaju snimanju Dine, te kako je unatoč tome taj pokušaj utjecao na snimanja drugih znanstveno-fantastičnih naslova 1980-ih.
Sam sebe nazivajući ateističkim mistikom, Jodorowsky je već dugi niz godina propovjednik vlastite metode psihoterapije kroz otkrivanje trauma za koje vjeruje da se pronose kroz obitelj. Njegova raznovrsnost i utjecaj u svijetu umjetnosti rezultat su osebujnog individualca koji nikad nije išao za novcem u svom stvaranju.

## Vanjske poveznice
Mrežna mjesta
- Teo Dragović, Kako su Alejandro Jodorowsky i Moebius stvorili remek-djelo znastvene fantastike, Novi list, 16. travnja 2011.